# Lagunas de Estaña
Lagunas de Estaña este o arie protejată (arie specială de conservare — SAC, sit de importanță comunitară — SCI) din Spania întinsă pe o suprafață de 505,92 ha, integral pe uscat.

## Localizare
Centrul sitului Lagunas de Estaña este situat la coordonatele 42°01′33″N 0°31′58″E / 42.0259°N 0.532794°E.

## Înființare
Situl Lagunas de Estaña a fost declarat sit de importanță comunitară în iulie 2000 pentru a proteja 2 specii de animale. Situl a fost protejat și ca arie specială de conservare în februarie 2021.

## Biodiversitate
Situată în ecoregiunea mediteraneană, aria protejată conține 5 habitate naturale: Galerii de Salix alba și de Populus alba, Lacuri de carst de gips, Matorral arborescenți cu Juniperus spp., Păduri iberice de Quercus faginea și Quercus canariensis, Păduri de Quercus ilex și Quercus rotundifolia.
La baza desemnării sitului se află mai multe specii protejate:
- pești (1): Achondrostoma arcasii
- reptile (1): țestoasa de baltă (Emys orbicularis)

Pe lângă speciile protejate, pe teritoriul sitului au mai fost identificate 1 specie de plante, 16 specii de păsări, 2 specii de mamifere.